# Argument ontologique
Pour les articles homonymes, voir Argument.
L'argument ontologique est un argument qui vise à prouver l'existence de Dieu. Il est dit ontologique, car il appuie sa preuve sur la définition de ce qu'est l'être (ontos) de Dieu : il est dans l'être de Dieu d'exister. On considère généralement que Boèce (VIe siècle) est le premier à avoir proposé un argument de ce genre, mais c'est sa formulation par Anselme de Cantorbéry au XIe siècle qui rend l'argument célèbre. À l'époque moderne, la version cartésienne de l'argument a été particulièrement influente, faisant l'objet de plusieurs critiques qui conduisent à rejeter la valeur des arguments ontologiques en général.

## Fonctionnement de l'argument
Bien qu'il existe des différences selon les auteurs, la structure de l'argument ontologique reste globalement invariante.
1. Dieu est un être parfait.
2. Une perfection qui n'incluerait pas l'existence ne serait évidemment pas complète.
3. Donc, Dieu est aussi doté de l'existence.

Autrement dit, Dieu est un être dont l'essence implique l'existence.

## Exposé par Anselme
L'argument d'Anselme de Cantorbéry, publié dans Proslogion en 1077, peut être résumé de la façon suivante[réf. nécessaire] :
- proposition 1 : Dieu est quelque chose de tel que rien ne peut se penser de plus grand ;
- proposition 2 : et il est bien certain que ce qui est tel que rien ne peut se penser de plus grand ne peut être seulement dans l'intellect ;
- proposition 3 : car si c'est seulement dans l'intellect, on peut penser que ce ne soit aussi dans la réalité, ce qui est plus grand ;
- proposition 4 : mais cela est à coup sûr impossible ;
- proposition 5 : il est donc hors de doute qu'existe quelque chose de tel que rien ne peut se penser de plus grand, et cela tant dans l'intellect que dans la réalité.

Thibaut Giraud en donne une autre interprétation, sous la forme d'un raisonnement par l'absurde :
- Dieu est par définition l'être le plus grand qui est concevable.
- Sachant que :
  - On peut concevoir sur Dieu existe.
  - Exister est supérieur à ne pas exister (plus grand).
- En concevant que Dieu existe, tout en affirmant que Dieu n'existe pas, on conçoit quelque-chose de supérieur à Dieu.
- Mais rien n'est supérieur à Dieu par définition => contradiction.

## Exposés par Descartes
Il est admis que Descartes a repris l'argument d'Anselme dans ses travaux[réf. souhaitée], mais aucune source ne permet de le soutenir avec certitude.
L'argument ontologique figure dans les trois principaux exposés de sa métaphysique : la quatrième partie du Discours de la méthode (1637), les Meditationes de prima philosophia (1641), et les Principia philosophiæ (1644).

### Discours de la méthode, IV
« Je voulus chercher, après cela, d'autres vérités, et m'étant proposé l'objet des géomètres, que je concevais comme un corps continu, ou un espace indéfiniment étendu en longueur, largeur, et hauteur ou profondeur, divisible en diverses parties, qui pouvaient avoir diverses figures et grandeurs, et être mues ou transposées en toutes sortes, car les géomètres supposent tout cela en leur objet, je parcourus quelques-unes de leurs plus simples démonstrations. Et ayant pris garde que cette grande certitude, que tout le monde leur attribue, n'est fondée que sur ce qu'on les conçoit évidemment, suivant la règle que j'ai tantôt dite, je pris garde aussi qu'il n'y avait rien du tout en elles qui m'assurât de l'existence de leur objet. Car, par exemple, je voyais bien que, supposant un triangle, il fallait que ses trois angles fussent égaux à deux droits; mais je ne voyais rien pour cela qui m'assurât qu'il y eût au monde aucun triangle. Au lieu que, revenant à examiner l'idée que j'avais d'un être parfait, je trouvais que l'existence y était comprise, en même façon qu'il est compris en celle d'un triangle que ses trois angles sont égaux à deux droits, ou en celle d'une sphère que toutes ses parties sont également distantes de son centre, ou même encore plus évidemment ; et que, par conséquent, il est pour le moins aussi certain, que Dieu, qui est cet Être parfait, est ou existe, qu'aucune démonstration de géométrie le saurait être. »
Comme dans ses futurs exposés, l'argument s'appuie sur une analogie avec les idées mathématiques : l'existence est en l'idée d'un être parfait comme la propriété d'une figure géométrique est en l'idée de celle-ci.

### Méditations métaphysiques, V
L'argument ontologique apparaît dans la 5e des Méditations métaphysiques de Descartes. Il peut se résumer ainsi :
- [Prémisse 1] : tout ce qui est clairement contenu dans l'idée d'une chose, peut être affirmé avec vérité de cette chose.
- [Prémisse 2] : or l'existence éternelle et nécessaire est clairement contenue dans l'idée de Dieu.
- [Conclusion] : donc il est vrai de dire que Dieu existe.

Le socle de cette argumentation réside dans le principe selon lequel du connaître à l'être, la conséquence est bonne. La méthode cartésienne privilégiant les seules idées claires et distinctes comme critère de vérité, il faut en effet convenir que tout ce qui est évidemment contenu dans l'idée d'une chose se retrouve aussi nécessairement dans cette chose elle-même :
« Or maintenant, si de cela seul que je puis tirer de ma pensée l’idée de quelque chose, il s’ensuit que tout ce que je reconnais clairement et distinctement appartenir à cette chose, lui appartient en effet, ne puis-je pas tirer de ceci un argument et une preuve démonstrative de l’existence de Dieu ? »
Par exemple, si la propriété d'avoir ses trois angles égaux à deux droits est clairement contenue dans l'idée du triangle, il est légitime d'affirmer que la nature même du triangle est d'avoir ses trois angles égaux à deux droits. Ou encore, si j'aperçois clairement que le nombre trois est impair, il est légitime d'affirmer cette propriété à propos du nombre 3 lui-même (et pas seulement de son idée). Il n'en va pas différemment de Dieu, en l'idée duquel l'existence éternelle est clairement contenue, pour peu que j'y prête une attention suffisante :
« Il est certain que je ne trouve pas moins en moi son idée, c’est-à-dire l’idée d’un être souverainement parfait, que celle de quelque figure ou de quelque nombre que ce soit. Et je ne connais pas moins clairement et distinctement qu’une actuelle et éternelle existence appartient à sa nature, que je connais que tout ce que je puis démontrer de quelque figure ou de quelque nombre, appartient véritablement à la nature de cette figure ou de ce nombre. Et partant, encore que tout ce que j’ai conclu dans les Méditations précédentes, ne se trouvât point véritable, l’existence de Dieu doit passer en mon esprit au moins pour aussi certaine, que j’ai estimé jusqu’ici toutes les vérités des mathématiques, qui ne regardent que les nombres et les figures. »

#### Objections et réfutations
L'exposé des Méditations est des plus méticuleux, car Descartes énonce une objection contre chaque étape de son raisonnement (en commençant par la seconde prémisse, puis la conclusion, enfin la première prémisse) :
- [Prémisse 2] : l'existence n'est pas nécessairement renfermée dans l'idée de Dieu (je peux le concevoir comme inexistant) ;
- [Conclusion] : quand bien même l'existence se trouverait dans son idée, cela ne prouve pas que Dieu lui-même existerait ;
- [Prémisse 1] : quand bien même cela le prouverait, l'idée de Dieu était de toute façon une idée forgée par moi, de sorte que ce n'est qu'arbitrairement que je lui avais attribué toutes sortes de perfections, y compris l'existence.

Chaque objection est aussitôt suivie par sa réfutation.

##### [Prémisse 2]
« [Objection]...bien qu’à la vérité cela ne paraisse pas d’abord entièrement manifeste, mais semble avoir quelque apparence de sophisme. Car ayant accoutumé dans toutes les autres choses de faire distinction entre l’existence et l’essence, je me persuade aisément que l’existence peut être séparée de l’essence de Dieu, et qu’ainsi on peut concevoir Dieu comme n’étant pas actuellement. [Réfutation] Mais néanmoins, lorsque j’y pense avec plus d’attention, je trouve manifestement que l’existence ne peut non plus être séparée de l’essence de Dieu, que de l’essence d’un triangle rectiligne la grandeur de ses trois angles égaux à deux droits, ou bien de l’idée d’une montagne l’idée d’une vallée ; en sorte qu’il n’y a pas moins de répugnance de concevoir un Dieu (c’est-à-dire un être souverainement parfait) auquel manque l’existence (c’est-à-dire auquel manque quelque perfection), que de concevoir une montagne qui n’ait point de vallée. »

##### [Conclusion]
« [Objection] Mais encore qu’en effet je ne puisse pas concevoir un Dieu sans existence, non plus qu’une montagne sans vallée, toutefois, comme de cela seul que je conçois une montagne avec une vallée, il ne s’ensuit pas qu’il y ait aucune montagne dans le monde, de même aussi, quoique je conçoive Dieu avec l’existence, il semble qu’il ne s’ensuit pas pour cela qu’il y en ait aucun qui existe: car ma pensée n’impose aucune nécessité aux choses ; et comme il ne tient qu’à moi d’imaginer un cheval ailé, encore qu’il n’y en ait aucun qui ait des ailes, ainsi je pourrais peut-être attribuer l’existence à Dieu, encore qu’il n’y eût aucun Dieu qui existât. [Réfutation] Tant s’en faut, c’est ici qu’il y a un sophisme caché sous l’apparence de cette objection: car de ce que je ne puis concevoir une montagne sans vallée, il ne s’ensuit pas qu’il y ait au monde aucune montagne, ni aucune vallée, mais seulement que la montagne et la vallée, soit qu’il y en ait, soit qu’il n’y en ait point, ne se peuvent en aucune façon séparer l’une d’avec l’autre ; au lieu que, de cela seul que je ne puis concevoir Dieu sans existence, il s’ensuit que l’existence est inséparable de lui, et partant qu’il existe véritablement: non pas que ma pensée puisse faire que cela soit de la sorte, et qu’elle impose aux choses aucune nécessité ; mais, au contraire, parce que la nécessité de la chose même, à savoir de l’existence de Dieu, détermine ma pensée à le concevoir de cette façon. Car il n’est pas en ma liberté de concevoir un Dieu sans existence (c’est-à-dire un être souverainement parfait sans une souveraine perfection), comme il m’est libre d’imaginer un cheval sans ailes ou avec des ailes. »
On ne peut concevoir Dieu avec attention autrement que comme existant. Autrement, il ne s’agirait plus de Dieu, qui a la propriété singulière d’exister de toute éternité. Dieu existe donc nécessairement.
Aussi, ceux qui affirment que Dieu n’existe pas, ne conçoivent pas clairement Dieu. Ils forgent en leur esprit une parodie de l’être suprême, ce qui leur permet ensuite d'en nier l’existence. S’ils connaissaient le véritable Dieu, qui est parfait par nature, ils ne pourraient en détacher l’existence éternelle.

##### [Prémisse 1]
« [Objection] Et on ne doit pas dire ici qu’il est à la vérité nécessaire que j’avoue que Dieu existe, après que j’ai supposé qu’il possède toutes sortes de perfections, puisque l’existence en est une, mais qu’en effet ma première supposition n’était pas nécessaire; de même qu’il n’est point nécessaire de penser que toutes les figures de quatre côtés se peuvent inscrire dans le cercle, mais que, supposant que j’aie cette pensée, je suis contraint d’avouer que le rhombe se peut inscrire dans le cercle, puisque c’est une figure de quatre côtés ; et ainsi je serai contraint d’avouer une chose fausse. [Réfutation] On ne doit point, dis-je, alléguer cela : car encore qu’il ne soit pas nécessaire que je tombe jamais dans aucune pensée de Dieu, néanmoins, toutes les fois qu’il m’arrive de penser à un être premier et souverain, et de tirer, pour ainsi dire, son idée du trésor de mon esprit, il est nécessaire que je lui attribue toutes sortes de perfections, quoique je ne vienne pas à les nombrer toutes, et à appliquer mon attention sur chacune d’elles en particulier. Et cette nécessité est suffisante pour me faire conclure (après que j’ai reconnu que l’existence est une perfection), que cet être premier et souverain existe véritablement : de même qu’il n’est pas nécessaire que j’imagine jamais aucun triangle ; mais toutes les fois que je veux considérer une figure rectiligne composée seulement de trois angles, il est absolument nécessaire que je lui attribue toutes les choses qui servent à conclure que ses trois angles ne sont pas plus grands que deux droits, encore que peut-être je ne considère pas alors cela en particulier. Mais quand j’examine quelles figures sont capables d’être inscrites dans le cercle, il n’est en aucune façon nécessaire que je pense que toutes les figures de quatre côtés sont de ce nombre; au contraire, je ne puis pas même feindre que cela soit, tant que je ne voudrai rien recevoir en ma pensée, que ce que je pourrai concevoir clairement et distinctement. Et par conséquent il y a une grande différence entre les fausses suppositions, comme est celle-ci, et les véritables idées qui sont nées avec moi, dont la première et principale est celle de Dieu. »
Descartes affirme aussi qu’il y a dans son esprit cette idée d’un Dieu infini. Or, puisque son entendement est fini, il ne peut être l’auteur de cette idée. C’est là aussi une preuve ontologique, car elle revient à dire que si Dieu existe comme concept, il doit exister en réalité, car un tel concept ne pourrait autrement être pensé puisqu’il dépasse notre entendement.

## Exposé par Spinoza
C'est dans la proposition 11 de la première partie de l'Éthique que Spinoza propose une preuve de l'existence de Dieu par l'approche essentialiste. L'énoncé de cette proposition est : « Dieu, autrement dit une substance consistant en une infinité d'attributs, dont chacun exprime une essence éternelle et infinie, existe nécessairement. »
Spinoza en donne trois démonstrations différentes.

### Première démonstration
La première démonstration est une démonstration par l'absurde.
1. Essayons de concevoir que Dieu n'existe pas.
2. Cela signifie que son essence n'enveloppe pas son existence, conformément à l'axiome 7 : « Tout ce qui peut se concevoir comme non existant, son essence n'enveloppe pas l'existence. »
3. Or cela est absurde, en vertu de la proposition 7 : « À la nature d'une substance appartient d'exister. »

(Pour compléter, il faudrait montrer ici comment Spinoza démontre la proposition 7.)

### Deuxième démonstration
1. Ce qui n'a nulle raison ou cause qui empêche son existence existe nécessairement ;
2. or aucune raison ou cause n'empêche Dieu d'exister ;
3. donc Dieu existe nécessairement.

### Troisième démonstration
1. Pouvoir ne pas exister est une impuissance, pouvoir exister une puissance ;
2. or nous existons, et sommes des êtres finis ;
3. donc si Dieu (être infini) n'existait pas, des êtres finis seraient plus puissants que l'être infini, ce qui est absurde. Donc Dieu existe.

## Leibniz
Leibniz reprend et complète l'argument ontologique : l'idée de Dieu exprimant celle d'un Être parfait, cet Être ne peut qu'exister, mais encore faut-il démontrer que ladite idée — et l'essence qu'elle exprime — est intrinsèquement possible et n'enferme aucune contradiction, ce que Leibniz s'attache justement à établir : voir le Discours de Métaphysique.

## L'argument ontologique selon Bochenski
Preuve ontologique de Dieu, de la logique absolue : selon le logicien Józef Maria Bocheński sont des « lois » – comme les lois éternelles de la logique, les mathématiques et d'autres, la seule « absolue », tandis que tout le reste de ces lois dépend. Et ces lois s'appliquent au monde, à travers la structure des choses créées par une projection des « lois de la pensée » éternelles. Dieu ou l'Absolu est ni plus ni moins que la régularité absolue elle-même.

## Démonstration logique par Gödel
Gödel est le dernier en date à s'être penché sur cette question. Voir la Preuve ontologique de Gödel.

## Critiques de l'argument
Gaunilon et Thomas d'Aquin se sont, au Moyen Âge, opposés à l'argument ontologique développé par saint Anselme : ce n'est pas parce que nous imaginons et concevons une île fortunée qu'elle existe nécessairement, objecte en substance Gaunilon.
De la même façon, on pourrait objecter qu'il y a de nombreuses choses dont rien n'empêche l'existence et qui, pourtant, n'existent pas nécessairement (voire, n'existent pas du tout) : les monstres, le Père Noël, les dragons lanceurs de flammes, etc.
De telles objections se heurtent toutefois au fait que l'argument d'Anselme ne parle pas de n'importe quel objet imaginable, mais de ce dont on ne peut rien penser de plus grand. De ce point de vue, Dieu n'est certainement pas comparable à une île ou à quoi que ce soit d'autre de fini, a répondu saint Anselme.[source insuffisante]
Pour Thomas d'Aquin, l'argument anselmien est irrecevable parce que nous n'avons ni ne pouvons avoir de connaissance innée de l'essence de Dieu. Ce qui est dit de « Dieu » à partir de la définition de ce nom est sans doute cohérent, mais cela ne suffit pas à prouver qu'une chose correspondant à ce nom existerait elle-même. Thomas d'Aquin privilégie des démonstrations de l'existence de Dieu, mais empiriques et a posteriori, à partir des êtres sensibles, de la contingence du monde, de son ordre, etc. : il remonte de la création à Dieu en empruntant cinq voies différentes.

### Réfutation par Kant
Voir aussi la réfutation de l'argument ontologique dans la Critique de la raison pure.
Ce raisonnement est ancien et ne peut être ignoré. Kant lui oppose non pas une seule, mais toute une série de réfutations. Il débute en retraçant depuis l'origine cette preuve ontologique, s’interrogeant sur la manière dont notre esprit en est venu à l’idée d’un être absolument nécessaire. Kant remarque en effet que jamais personne ne s’est posé cette question, prenant cela pour acquis :
« […] ce concept qui avait été risqué à tout hasard et qui est finalement devenu tout à fait courant, on a cru l’expliquer, de surcroît, en recourant à une foule d’exemples, en sorte que toute interrogation ultérieure sur sa compréhensibilité parut totalement inutile. » (p. A593/B621)
Kant enchaîne avec un exemple tiré de la géométrie. Lorsque l’on travaille sur un triangle, on débute toujours par se donner un triangle, et on peut ensuite calculer ses angles, ses côtés, etc. Si je prends un triangle donné, je ne peux pas affirmer qu’il n’a pas d’angles, puisqu'en me donnant un triangle, j’ai établi qu’il avait trois angles. Bref, si je prends comme postulat que ce triangle existe, je ne peux pas ensuite le détruire ou lui retirer une de ses propriétés constituantes. Si, toutefois, je veux « supprimer le triangle en même temps que ses trois angles, ce n’est pas une contradiction. » (p. A594/B622) Hélas, les humains étant paresseux, on devient las de dire « Pour un triangle donné, la somme des angles… » ou bien « Pour un triangle donné, la somme des deux côtés les plus courts… » et on en vient à s’imaginer que ce triangle existe comme idée en soi. On s’imagine alors que le fait de donner des propriétés à un triangle est une synthèse, que cela engendre de nouveaux concepts, alors qu’en réalité nous ne faisons que constater, de manière analytique, des réalités que nous avons posées par le simple fait d’évoquer ce triangle.
« Être n'est à l'évidence pas un postulat réel. » (p. A598/B626)
Il en va de même pour l’argument ontologique. Si j’affirme que « Dieu est omnipotent », c’est là un jugement synthétique. J’ai en effet pris le concept Dieu et l’ai combiné avec le concept de toute-puissance. Mais dire que « Dieu existe » est une proposition analytique puisque je peux tirer le concept d’existence de la simple analyse du terme Dieu. En d’autres termes, « Dieu existe » est une tautologie. Si je prends Dieu comme postulat, il me sera ensuite impossible de lui enlever une de ses propriétés constituantes. Je ne peux poser un concept de Dieu, comme je le faisais avec le « triangle donné » et ensuite dire de Dieu qu’il n’a pas sa propriété d’existence ou de perfection, pas plus que je ne pouvais dire du triangle qu’il n’avait pas d’angles. Mais si je supprime l’idée de Dieu, je supprime en même temps toutes ses propriétés : par conséquent, son existence, sa perfection et sa toute-puissance disparaissent.
Descartes a donc raison quand il affirme qu’il ne peut concevoir Dieu sans existence, si l’on prend l’existence comme un attribut « ajouté » de Dieu. Si j’attribue l’existence à un objet, il est en effet absurde d’aussitôt dire que cet objet n’existe pas. Mais si l’on admet que l’existence de Dieu découle du concept même de Dieu, par l’analyse, alors il est possible de nier Dieu et de supprimer en même temps toutes ses propriétés, dont l’existence. On ne peut attribuer l’existence à quoi que ce soit. Si cela était possible, nous dit Kant, alors il faudrait synthétiser un nouveau concept à partir de la chose de départ et de l’idée d’existence, et ensuite ajouter l’existence à ce nouveau concept, ce qui aurait pour effet d’en créer un nouveau, et ainsi de suite, ad infinitum[réf. nécessaire]. Dès que je pense une chose, il importe donc que je suppose qu’elle existe, du moins dans mon esprit. Mais ce n’est aucunement une garantie que cette chose existe réellement. Si je prétend donc pouvoir obtenir une quelconque nouvelle connaissance a priori de l'existence de Dieu, je ne « saurais davantage devenir plus riche de connaissances à partir de simples Idées qu'un marchand ne le deviendrait en argent si [...] il voulait ajouter quelques zéros à son relevé de caisse » (p. A602/B631)

## Réfutation contemporaine
Cet argument est de nos jours peu populaire sous sa forme originelle (des penseurs modernes, tel Alvin Plantinga, en ont développé une version remaniée). Dans son livre Pour ou contre l'Insensé Joseph Moreau défend la validité de l'argument ontologique. Un argument semblable développé par Descartes dans la troisième de ses Méditations métaphysiques est celui dit de la « Signature du Créateur » ou « Trace de Dieu ». Dans sa dimension ontologique, cet argument affirme que Dieu a laissé sa marque en nous pour que nous puissions revenir à lui.
Bertrand Russell rejette la validité de l'argument ontologique : pour lui, cet argument relève d'une erreur de logique : confusion entre deux ordres distincts de prédicats : prédicats du premier ordre confondus avec des prédicats du second ordre (voir le débat Russell - Copleston).
Dans Sur l’existence de Dieu et l’inexistence des licornes, Gilles Dowek réfute l'argument ontologique en utilisant le théorème de correction (réciproque du théorème de complétude de Gödel)[source secondaire nécessaire].

### Articles liés
- Ontologie (philosophie)
- Arguments sur l'existence de Dieu
- Athéisme
- Preuve ontologique de Gödel
- Principe de raison suffisante

### Banques de données, dictionnaires et encyclopédies
- Ressources relatives à la recherche :   - Internet Encyclopedia of Philosophy
  - Stanford Encyclopedia of Philosophy
- Notices dans des dictionnaires ou encyclopédies généralistes :   - Britannica
  - Den Store Danske Encyklopædi
- Notices d'autorité :   - BnF (données)
  - LCCN
  - Israël
  - Lettonie